# Tomasz Bonarowski
Tomasz Bonarowski (ur. 23 lutego 1969 w Bielsku-Białej, zm. 27 listopada 2015) – polski realizator i producent muzyczny, muzyk sesyjny. Członek Akademii Fonograficznej ZPAV.
Był absolwentem IV LO w Gdyni i szkoły muzycznej w klasie trąbki oraz Wydziału Inżynierii Dźwięku na Politechnice Gdańskiej. W połowie lat 80. grał w zespołach Sze Sze, Rocka's Delight i Marilyn Monroe (wspomagał go na koncertach), które były związane z Gdańską Sceną Alternatywną, a w latach 1989–1995 był członkiem No Limits.
Pierwszą zrealizowaną przez niego płytą była Zegarmistrz światła purpurowy Tadeusza Woźniaka (1991), a pierwszą wyprodukowaną – Illusion 2 grupy Illusion (1994). W latach 1995–1997 wraz z Adamem Toczko tworzył duet realizatorski, który pracował w studiach Modern Sound w Gdyni, Deo Recordings w Wiśle oraz Studio Buffo w Warszawie. Byli odpowiedzialni za brzmienie m.in. Fankomatu i Fankofilu Blenders, Infernal Connection i The State of Mind Report Acid Drinkers, 2, 3 i 4 – Bolilol Tour Illusion, a także Bzzzzz i T.R.I.P. O.N.A.
W przypadku części płyt (Myslovitz, Krawczyka, Comy, Big Daya, Flinty) był też producentem. Jako muzyk sesyjny grał m.in. na Daemoonseth – Act II Christ Agony, Z rozmyślań przy śniadaniu Myslovitz, Makowiecki Band Makowiecki Band, Iluminacja Big Day, Ostatnia misja Grzegorza Skawińskiego, To, co w życiu ważne Krzysztofa Krawczyka.
Bonarowski pracował m.in. w trójmiejskich studiach Modern Sound, Red Studio, RG Studio, warszawskich Izabelin Studio i S4 oraz w DR Recordings w Wiśle.
Wielokrotnie nominowany do nagrody Fryderyk w kategorii „realizator/producent” (w latach 1997, 1998, 2000 i w 2004, gdy wyprodukowana przez niego płyta otrzymała nominację „Produkcja muzyczna roku”, a singel z tej płyty Trudno tak zaśpiewany przez Krawczyka i Bartosiewicz otrzymał nagrodę „Piosenka roku”).
Zmarł 27 listopada 2015. 2 grudnia 2015 został pochowany na cmentarzu Śmiechowskim.

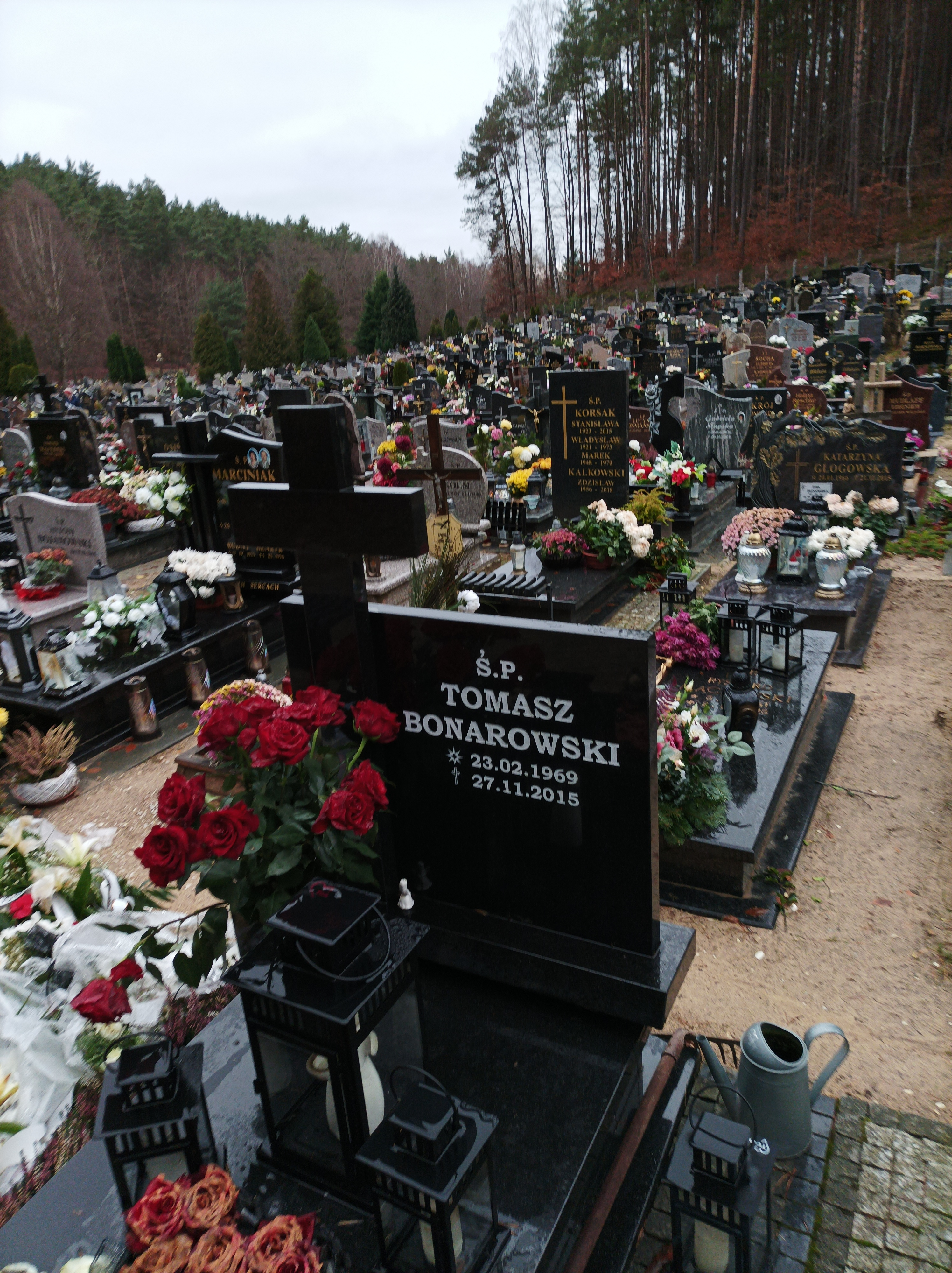
Grób Tomasza Bonarowskiego na cmentarzu Śmiechowskim

## Dyskografia
| Album                                                 | Rok  | Uwagi                                                               | Źródło |
| ----------------------------------------------------- | ---- | ------------------------------------------------------------------- | ------ |
| Vader – Sothis                                        | 1994 | miksowanie, produkcja muzyczna, inżynieria dźwięku                  | [ 3 ]  |
| Christ Agony – Daemoonseth – Act II                   | 1994 | inżynieria dźwięku, miksowanie, instrumenty klawiszowe              | [ 4 ]  |
| Behemoth – Sventevith (Storming Near the Baltic)      | 1995 | miksowanie                                                          | [ 5 ]  |
| Blenders – Fankomat                                   | 1996 | inżynieria dźwięku, produkcja muzyczna, instrumenty klawiszowe      | [ 6 ]  |
| Acid Drinkers – The State of Mind Report              | 1996 | inżynieria dźwięku, miksowanie                                      | [ 7 ]  |
| Myslovitz – Z rozmyślań przy śniadaniu                | 1997 | realizacja nagrań, produkcja muzyczna, wokal wspierający, mastering | [ 8 ]  |
| Myslovitz – Miłość w czasach popkultury               | 1999 | realizacja nagrań, produkcja muzyczna                               | [ 9 ]  |
| Crew – Radio dla mass                                 | 2000 | miksowanie, mastering, produkcja muzyczna, realizacja nagrań        | [ 10 ] |
| Patrycja Markowska – Będę silna                       | 2001 | inżynieria dźwięku, miksowanie                                      | [ 11 ] |
| Anita Lipnicka & John Porter – Nieprzyzwoite piosenki | 2003 | wokal, gitara elektryczna, gitara akustyczna, kontrabas, miksowanie | [ 12 ] |
| Coma – Pierwsze wyjście z mroku                       | 2004 | miksowanie, produkcja muzyczna                                      | [ 13 ] |
| Myslovitz – Skalary, mieczyki, neonki                 | 2004 | miksowanie, produkcja muzyczna                                      | [ 14 ] |

## Nagrody i wyróżnienia
| Rok  | Kategoria               | Tytułem | Nagroda        | Uwagi     | Źródło |
| ---- | ----------------------- | --- | -------------- | --------- | ------ |
| 1997 | Realizator dźwięku roku | Tomasz Bonarowski | Fryderyki 1997 | Nominacja | [ 15 ] |
| 1997 | Producent muzyczny roku | Tomasz Bonarowski | Fryderyki 1997 | Nominacja | [ 15 ] |
| 1998 | Realizator dźwięku roku | Tomasz Bonarowski | Fryderyki 1998 | Nominacja | [ 16 ] |
| 1999 | Realizator dźwięku roku | Tomasz Bonarowski | Fryderyki 1999 | Nominacja | [ 17 ] |
| 1999 | Producent muzyczny roku | Tomasz Bonarowski | Fryderyki 1999 | Nominacja | [ 17 ] |
| 2000 | Realizator dźwięku roku | Tomasz Bonarowski | Fryderyki 2000 | Nominacja | [ 18 ] |
| 2000 | Producent muzyczny roku | Tomasz Bonarowski | Fryderyki 2000 | Nominacja | [ 18 ] |
| 2004 | Produkcja muzyczna roku | Krzysztof Krawczyk – To, co w życiu ważne (produkcja muzyczna, realizacja: Edyta Bartosiewicz, Tomasz Bonarowski, Bogdan Kondracki) | Fryderyki 2004 | Nominacja | [ 19 ] |